# .eh
.eh is een landelijk topleveldomein op internet voor de Westelijke Sahara. Omdat de Westelijke Sahara echter door veel staten niet officieel erkend wordt het domein niet gebruikt, maar .eh is voor het land gereserveerd. IANA heeft geen sponsorende organisaties toegewezen aan dit TLD. De afkorting EH is afkomstig van de naam Saguiat el-Hamra, een van de vroegere provincies van het gebied.